# Tinnen soldaatje

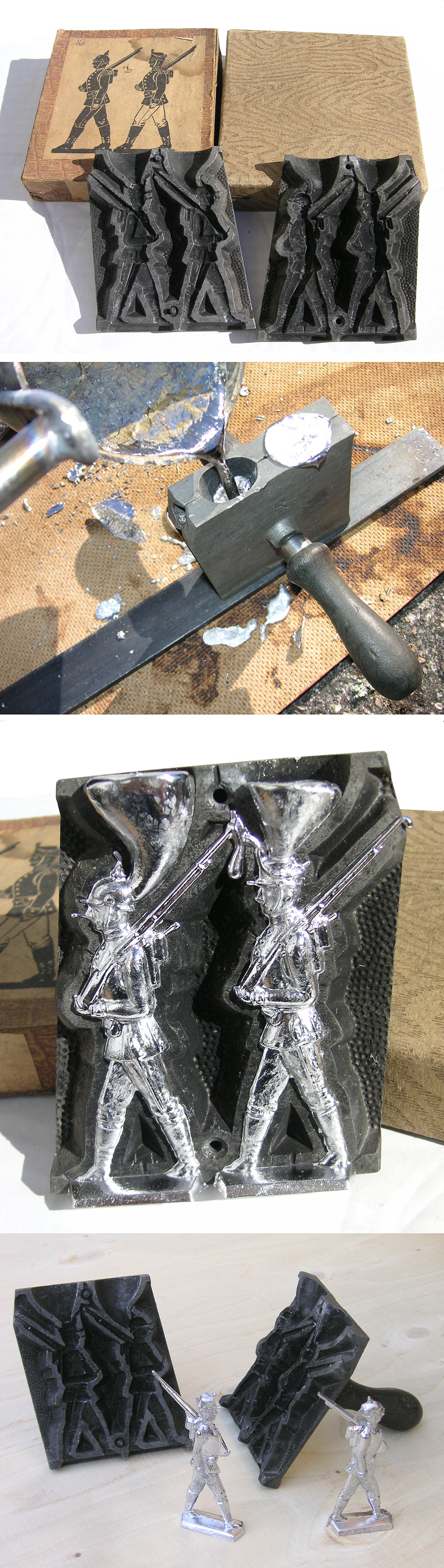
Het gieten van tinnen soldaatjes

Tinnen soldaatjes zijn miniatuurfiguurtjes van soldaten.
Tinnen soldaatjes zijn populair bij verzamelaars. De figuurtjes kunnen zelf, met behulp van een malletje, metaal en een fornuis, gegoten worden om daarna beschilderd te worden. Ze kunnen ook kant-en-klaar gekocht worden. Veelvoorkomende maten zijn 25, 40 en 54 mm. Het materiaal is meestal een legering van lood en tin. Soms worden hele veldslagen in een diorama nagebootst.

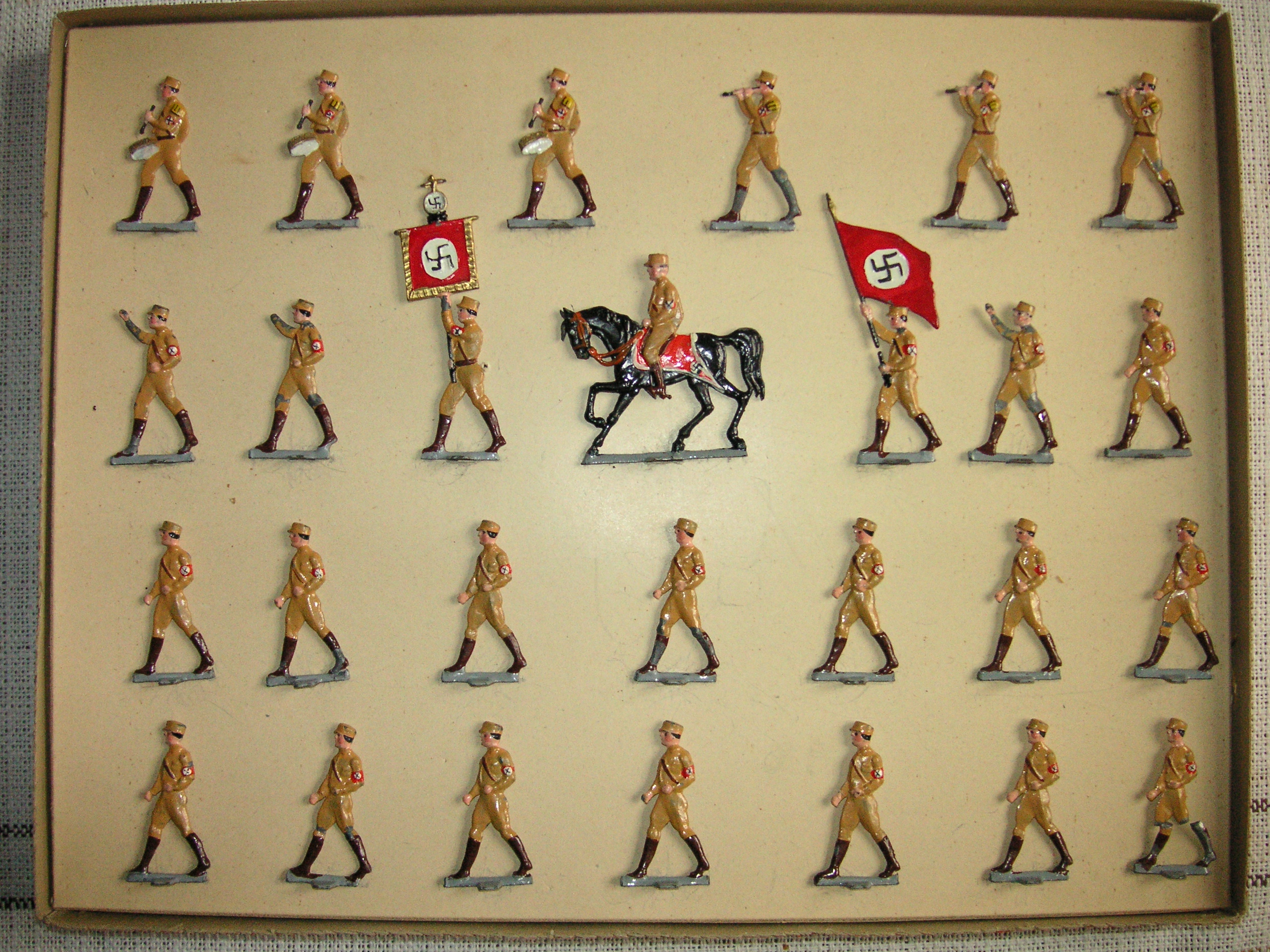
Een zeldzame set tinnen SA-mannen uit de nazitijd
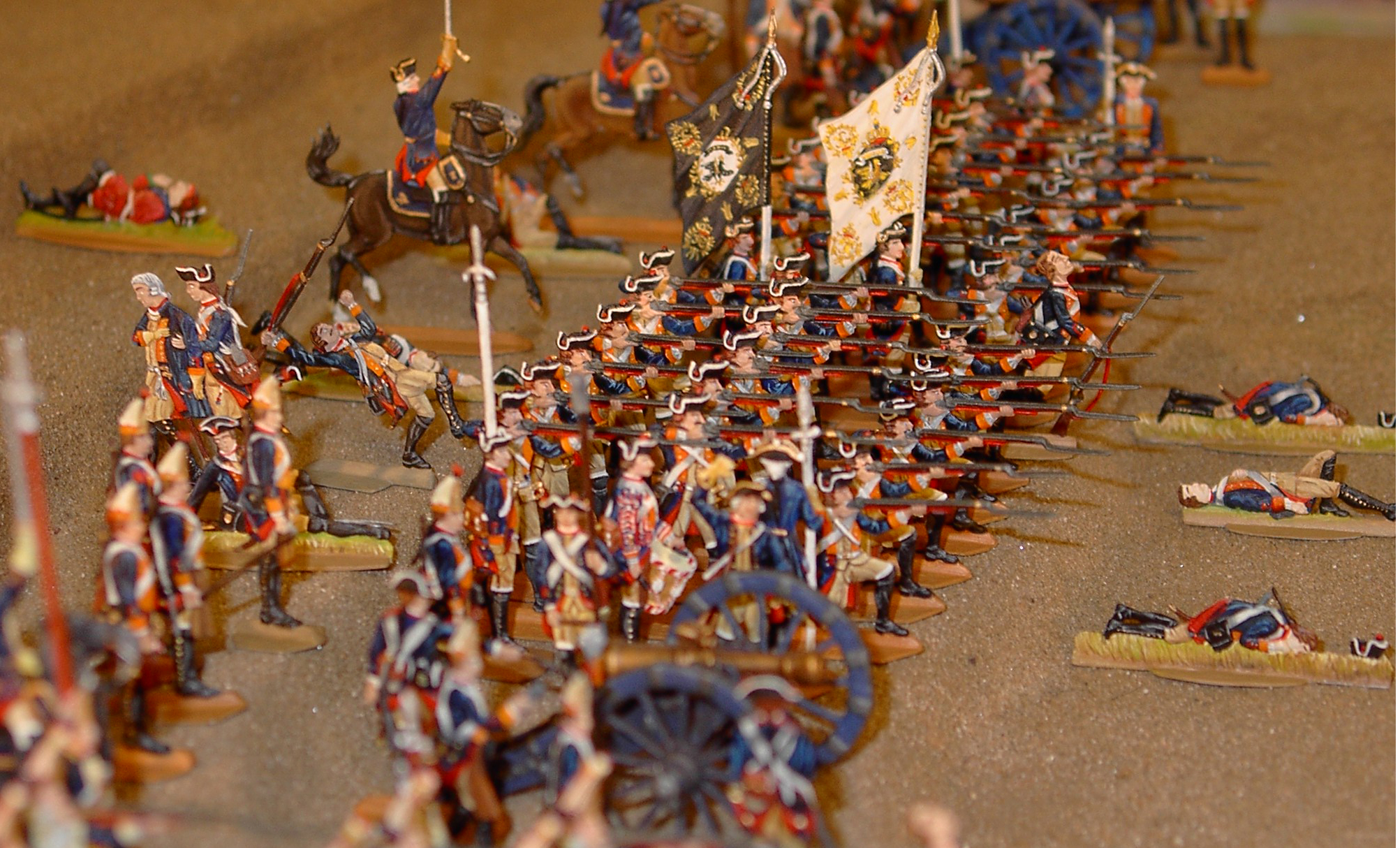
Een met tinnen soldaatjes nagebootste veldslag